# 1777 az irodalomban
Az 1777. év az irodalomban.

## Megjelent új művek

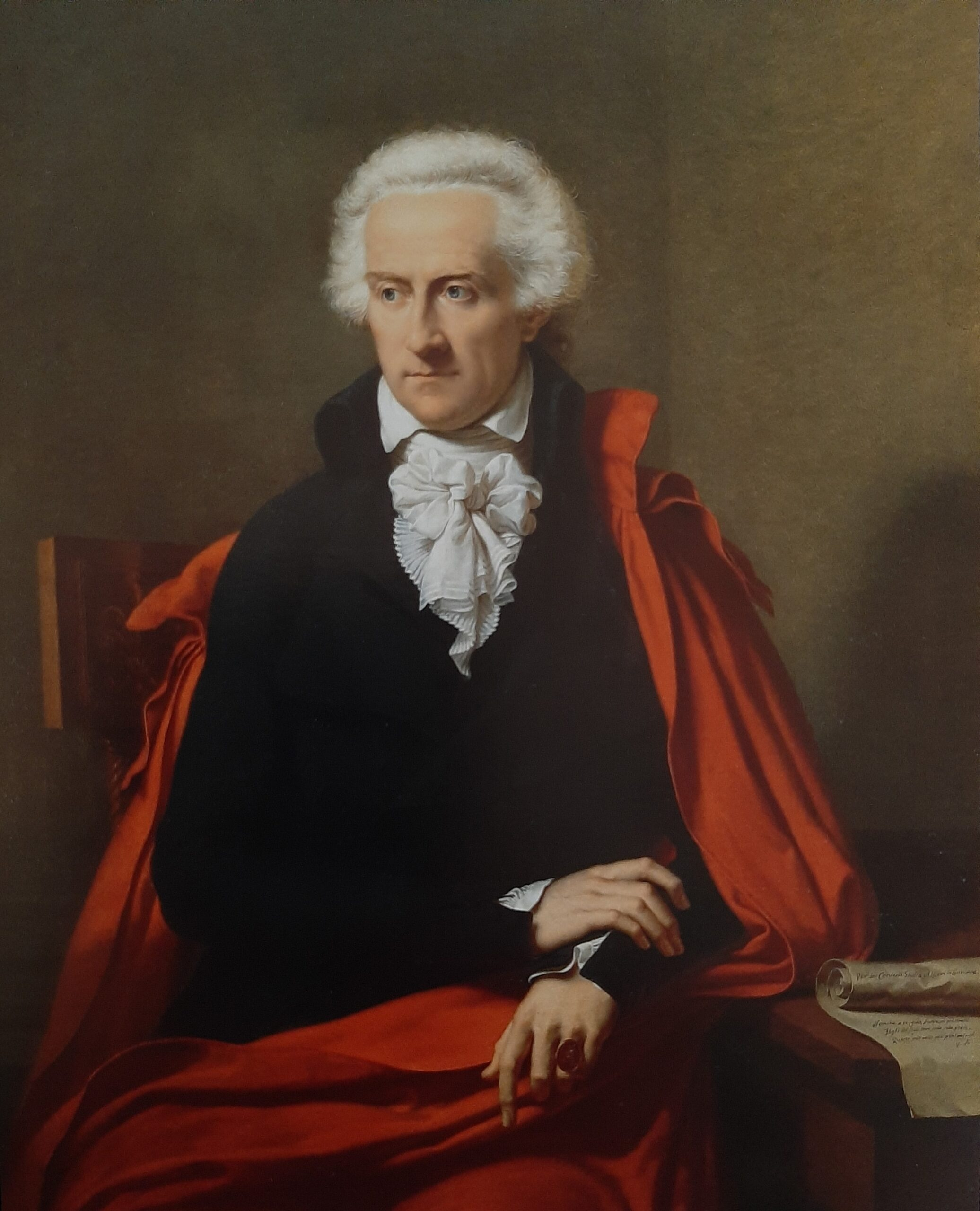
Vittorio Alfieri

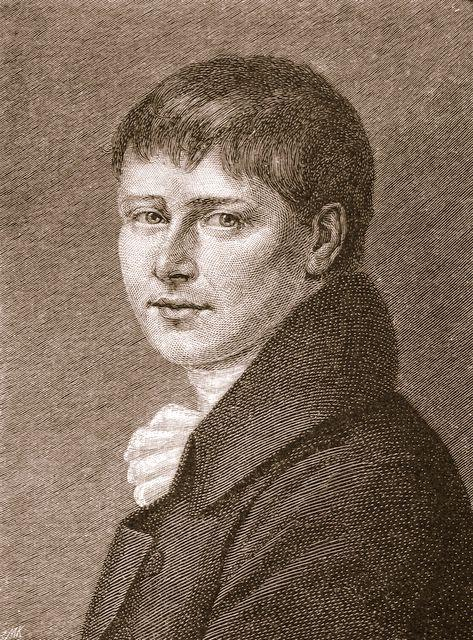
Heinrich von Kleist

- Vittorio Alfieri olasz szerző értekezése: Della tirannide (A zsarnokságról).

### Dráma
- Richard Brinsley Sheridan társadalmi komédiája: A rágalom iskolája (The School for Scandal), bemutató Londonban.
- Nicolás Fernández de Moratín spanyol költő drámája:  Guzman el bueno.

### Magyar irodalom
- Baróti Szabó Dávid első verseskötete[1]
- Bessenyei György: A filozófus (eredeti írásmóddal: A philosophus); a prózában írt ötfelvonásos vígjáték Pesten jelent meg, 1792-ben került színre.

## Születések
- február 12. – Friedrich de la Motte Fouqué német romantikus író († 1843)
- október 18. – Heinrich von Kleist német drámaíró, költő, író († 1811)

## Halálozások
- november 25. – Alekszandr Petrovics Szumarokov orosz költő, drámaíró (* 1717)
- december 12. – Albrecht von Haller svájci természettudós, orvos, filozófus, a felvilágosodás korának neves költője és irodalomkritikusa (* 1708)